# بروس (داکوتای جنوبی)
بروس(به انگلیسی: Bruce) شهری در ایالت داکوتای جنوبی کشور ایالات متحده آمریکا است که جمعیت آن در سرشماری سال ۲۰۱۰ میلادی، ۲۰۴ نفر بوده‌است.